# بلاستوزا
البلاستوزا (Blastozoa) هي شعيبة منقرضة من الحيوانات تنتمي إلى شعبة شوكيات الجلد تتميز هذه الشعيبة بوجود الـ hydrospires.